# Yves Vander Donckt
Yves Vander Donckt is een Belgisch voormalig acro-gymnast. 

## Levensloop
Op de Wereldspelen van 2005 in het Duitse Duisburg behaalde hij samen met Tiffany Cuyt zilver in het onderdeel 'gemengd paar'.